# Kreis Hettstedt
| Basisdaten                                              | Basisdaten                                                |
| ------------------------------------------------------- | --------------------------------------------------------- |
| Bezirk der DDR                                          | Halle                                                     |
| Kreisstadt                                              | Hettstedt                                                 |
| Fläche                                                  | 465 km² (1989)                                            |
| Einwohner                                               | 54.930 (1989)                                             |
| Bevölkerungsdichte                                      | 118 Einwohner/km² (1989)                                  |
| Kfz-Kennzeichen                                         | K und V (1953–1990) KL und VL (1974–1990) HET (1991–1994) |
|                                                         |                                                           |
| Der Kreis Hettstedt im Bezirk Halle (anklickbare Karte) |                                                           |

Der Kreis Hettstedt war ein Landkreis im Bezirk Halle der DDR. Von 1990 bis 1994 bestand er als Landkreis Hettstedt im Land Sachsen-Anhalt fort. Das Kreisgebiet gehört heute zum größten Teil zum Landkreis Mansfeld-Südharz in Sachsen-Anhalt. Der Sitz der Kreisverwaltung befand sich in Hettstedt.

## Geographie
Der Kreis Hettstedt lag im östlichen Harzvorland und wurde von der Wipper durchflossen. Er grenzte im Uhrzeigersinn im Norden beginnend an die Kreise Aschersleben, Bernburg, Saalkreis, Eisleben, Sangerhausen und Quedlinburg.

## Geschichte
Am 25. Juli 1952 kam es in der DDR zu einer umfassenden Kreisreform, bei der unter anderem die Länder ihre Bedeutung verloren und neue Bezirke gebildet wurden. Aus Teilen der damaligen Landkreise Bernburg, Eisleben und Sangerhausen wurde der neue Kreis Hettstedt gebildet, der dem neugebildeten Bezirk Halle zugeordnet wurde.
Am 17. Mai 1990 wurde der Kreis in Landkreis Hettstedt umbenannt. Anlässlich der Wiedervereinigung der beiden deutschen Staaten wurde der Landkreis im Oktober 1990 dem wiedergegründeten Land Sachsen-Anhalt zugesprochen. Bei der ersten Kreisreform in Sachsen-Anhalt ging er am 1. Juli 1994 in den Landkreisen Aschersleben-Staßfurt und Mansfelder Land (Hauptteil und Rechtsnachfolger) auf.

## Einwohnerentwicklung
| Jahr      | 1960   | 1971   | 1981   | 1989   |
| Einwohner | 62.956 | 61.156 | 57.239 | 54.930 |

## Städte und Gemeinden
Nach der Verwaltungsreform von 1952 gehörten dem Kreis Hettstedt die folgenden Städte und Gemeinden an:
| - Abberode - Alterode - Arnstedt - Biesenrode - Bräunrode - Braunschwende - Endorf - Freckleben - Freist - Friedeburg - Friedeburgerhütte | - Friesdorf - Gerbstedt, Stadt - Gorenzen - Greifenhagen - Großörner - Heiligenthal - Hermerode - Hettstedt, Stadt - Ihlewitz - Lochwitz 1 - Mansfeld, Stadt | - Möllendorf - Molmerswende - Neuplatendorf - Pansfelde - Piskaborn - Quenstedt - Rammelburg 2 - Ritterode - Ritzgerode - Sandersleben, Stadt - Stangerode | - Sylda - Thaldorf 3 - Ulzigerode - Vatterode - Walbeck - Welbsleben - Welfesholz - Wiederstedt - Wieserode - Wippra - Zabenstedt |

## Wirtschaft
Die Wirtschaft des Kreises wurde dominiert vom Kupferbergbau und der Kupferverarbeitung durch das VEB Mansfeld Kombinat Wilhelm Pieck. Einer der größten Kombinatsbetriebe war der VEB Walzwerk Hettstedt.

## Verkehr
Dem überregionalen Straßenverkehr dienten die F 86 von Hettstedt Richtung Sangerhausen, die F 180 von Magdeburg über Hettstedt nach Naumburg sowie die F 242 von Mansfeld Richtung Harz. Der  Kreis wurde  von den Eisenbahnstrecken Güsten–Hettstedt–Sangerhausen, Hettstedt–Heiligenthal und Klostermansfeld–Wippra erschlossen.

## Kfz-Kennzeichen
Den Kraftfahrzeugen (mit Ausnahme der Motorräder) und Anhängern wurden von etwa 1974 bis Ende 1990 dreibuchstabige Unterscheidungszeichen, die mit den Buchstabenpaaren KL und VL begannen, zugewiesen. Die letzte für Motorräder genutzte Kennzeichenserie war VO 00-01 bis VO 50-00.
Anfang 1991 erhielt der Landkreis das Unterscheidungszeichen HET. Es wurde bis zum 30. Juni 1994 ausgegeben. Seit dem 27. November 2012 ist es aufgrund der Kennzeichenliberalisierung im Landkreis Mansfeld-Südharz erhältlich.